# Hummelberget
Hummelberget este o arie protejată (arie specială de conservare — SAC, sit de importanță comunitară — SCI) din Suedia întinsă pe o suprafață de 66,2 ha, integral pe uscat.

## Localizare
Centrul sitului Hummelberget este situat la coordonatele 59°48′10″N 18°29′54″E / 59.8027°N 18.4982°E.

## Înființare
Situl Hummelberget a fost declarat sit de importanță comunitară în iunie 2001 pentru a proteja un număr necunoscut de specii din flora spontană și fauna sălbatică aflate în arealul zonei. Situl a fost protejat și ca arie specială de conservare în martie 2011.

## Biodiversitate
Situată în ecoregiunea boreală, aria protejată conține 4 habitate naturale: Păduri fino-scandinave bogate în ierburi cu Picea abies, Pante stâncoase silicioase cu vegetație casmofită, Mlaștini împădurite, Taiga vestică.
La baza desemnării sitului se află un număr nedeclarat de specii protejate.